# 阪本道隆
阪本 道隆（さかもと みちたか 1927年7月31日 - 2017年4月19日）は、日本の銀行家。元南都銀行頭取。元奈良商工会議所会頭。奈良県橿原市出身。
1953年名古屋大学経済学部卒業後、南都銀行入行。支店長、人事部長等の要職を経験した後、常務取締役、専務取締役を経て、頭取及び会長を歴任。銀行業務を通じ地域の発展に寄与した。また、数多くの公職を務め、2003年には旭日中綬章を受章。

## 略歴
- 1953年 名古屋大学経済学部卒業
- 1953年 南都銀行入行
- 1990年 南都銀行代表取締役頭取
- 1997年 南都銀行代表取締役会長
- 2005年 南都銀行相談役
- 2017年4月19日 老衰のため死去、89歳[2]

## 公職等（主なもの）
- 奈良商工会議所会頭
- 奈良経営者協会会長
- 奈良納税協会会長
- 財団法人国際高等研究所理事
- 大阪税関名誉署長
- 奈良「正論」懇話会会長
- 日本ユニセフ協会奈良県支部会長
- 近畿日本鉄道社外監査役

## 参考資料
- 『日本金融名鑑』